# Marie-José Turcotte
Pour les articles homonymes, voir Turcotte.
Marie-José Turcotte est une journaliste et chef d’antenne québécoise sur les ondes de Radio-Canada. Elle est la première femme à prendre la barre d'une émission sportive au Québec, et sur les ondes de Radio-Canada,. 

## Biographie

### Débuts
Fille de Paul-Auguste Turcotte (1917-2003) et Marie Pauline Lupien, Marie-José Turcotte est née à Windsor(comté de Richmond) en 1957 sous le nom de Marie-Thérèse-José-Dominique Turcotte. Son père est secrétaire-trésorier de la ville de Windsor, connue anciennement sous le nom de Windsor Mills,. 
En 1979, elle obtient un baccalauréat en histoire de l'Université de Montréal. Elle amorce sa carrière en communication comme journaliste et animatrice bénévole à la radio communautaire CIBL-FM de Montréal,après un an de voyage en Europe et en Afrique à sac à dos,. À cette époque, elle rêve d'être reporter à l'étranger,. 
Elle fait son entrée à Radio-Canada en 1982, comme animatrice du matin à la radio pendant trois ans à Edmonton,. Elle revient à Montréal alors qu'on lui propose de couvrir la Coupe Grey de 1984. Elle-même une grande sportive, elle a été de l'équipe nationale junior d'athlétisme, en plus d'avoir gagné plusieurs médailles dans la discipline du saut en hauteur.

### Carrière de cheffe d'antenne
En 1985, Marie-José Turcotte devient journaliste du bulletin Montréal ce soir,, la même année, elle se joint à l'équipe des sports de Radio-Canada.   
Elle anime ensuite le magazine L'Univers des sports de 1988 à 1994.  Durant les années 1990, elle présente les événements pour Les héros du Samedi, anime la série Olympica en 1996 et le magazine L'Aventure olympique en 1999.  
Elle est chef d'antenne des Jeux du Québec, de l'Acadie, du Canada, du Commonwealth et de la Francophonie, ainsi que des Jeux panaméricains, des Jeux paralympiques et des Jeux olympiques,, en plus d'autres événements sportifs d'envergures comme la Coupe du monde de soccer.   
En tout, elle a travaillé sur 17 éditions des Jeux olympiques dont 15 à titre de cheffe d’antenne,.
Elle prend sa retraite en 2022 après près de 40 ans de carrière dans l'univers des sports.  

## Honneurs et récompenses
- Seize Prix Gémeaux (meilleure animation d'une émission ou série sportive)[10],[8];
- Prix du journalisme René Lecavalier (1991 et 1992)[10],[4];
- Prix du journalisme en loisir Molson (radio, 1995)[10];
- Ordre du Canada, en 2013, pour sa contribution à l'avancement des femmes dans le journalisme et dans le sport[1],[11].
- Titre d'Immortelle de la télé, décerné par l'Académie canadienne du cinéma et de la télévision[8].
- Prix de la Femme de l’année en communication en 2003, décerné par la Fondation du Y des femmes de Montréal[12].
- Prix de la Femme la plus influente de l'année 2008 par l'Association canadienne de l'avancement pour les femmes, du sport et de l'activité physique[9].
- En 2022, elle a reçu la médaille de l’Assemblée nationale du Québec[13].
- En 2023, on lui remet le prix hommage Judith-Jasmin de la FPJQ (Fédération professionnelle des journalistes du Québec).